# Raffaello Giolli
Raffaello Giolli (Alessandria, 3 aprile 1889 – Mauthausen, 5 gennaio 1945) è stato un critico d'arte e giornalista italiano. Crtico d'arte affermato nel periodo fra le due guerre mondiali, si occupò prevalentemente di pittura lombarda e più in generale italiana dell'Ottocento e del primo Novecento; pittura che, a suo giudizio, veniva sottovalutata rispetto all'arte francese dei periodi dell'impressionismo e del post-impressionismo. Laureatosi a Bologna cominciò a collaborare nel 1908 con la rivista Rassegna d'Arte di cui diventò redattore. Dal 1914 suoi scritti apparvero su altre due prestigiose riviste, Pagine d'Arte e Vita d'Arte.
Morì nel 1945 nel campo di concentramento di Mauthausen dove era stato deportato dopo una prigionia nel carcere di San Vittore di Milano.